# Ведически индуизъм
Религията от ведическия период (1500 до 500 пр.н.е. ) (също известна като ведизъм, ведически брахманизъм (също браманизъм), древен индуизъм или в контекста на индийската античност просто брахманизъм (също браманизъм)) е исторически предшественик на модерния индуизъм.